# Mark Overmars
Mark Overmars är professor på institutionen för informations- och datavetenskaper på Utrechts universitet i Utrecht i Nederländerna. Han leder forskargruppen Center for Advanced Gaming and Simulation och har skrivit spelutvecklingsprogrammet Game Maker. Mark Overmars har alltid varit intresserad av datorspel. På 80-talet skrev han recensioner på spel för en Atari-tidning.